# Saint-Bonnet-de-Rochefort
 Saint-Bonnet-de-Rochefort  là một xã ở tỉnh Allier thuộc miền trung nước Pháp.